# Diegital Records
Diegital Records (Eigenschreibweise DIEgital Records) ist ein österreichisches Plattenlabel aus Bad Leonfelden, Oberösterreich, das von Paul Katzmayr und Wolfgang Pammer gegründet wurde. Interpreten des Labels sind etwa Jakob Busch, Zweikanalton, Rudy Pfann, Michael J. Keplinger, Christina Kosik & die Gang Band, DIE Sirs, Bärenheld oder Mira & Adam. Distribuiert wird über Sony Music Austria.

## Geschichte
Gemeinsam mit Kronehit-Musikchef Wolfgang Pammer gründet der Bad Leonfeldner Paul Katzmayr 2015 das Musiklabel DiegitalRecords. 2018 eröffnet Katzmayr sein Tonstudio P.K. Music Solutions. Katzmayr ist technischer Leiter von Max The Sax, dem ehemaligen Frontman der Parov Stelar Band, und Großneffe von Hubert Bognermayr, der mit der Band Eela Craig Bekanntheit erlangte.
Im Jahr 2020 kann DiegitalRecords über 1000 Radioeinsätze und 500.000 Streams diverser DiegitalRecords-Produktionen und Songs vorweisen. Ab 2021 werden erfolgversprechende Interpreten von Sony Music Austria distribuiert.
Nach eigener Aussage ist es für das Label „essentiell, dass die anfängliche musikalische Vision eines Acts von der Produktion über die Strategieentwicklung bis hin zur Promo genau in dem Zustand und in der Form bestehen bleibt, wie sie vom Künstler/der Künstlerin entworfen und gedacht worden ist.“ Allgemein werde „neben dem künstlerischen auch immer Wert auf den familären Aspekt gelegt“.

## Interpreten (Auswahl)
- Bärenheld
- Beda mit Palme
- Christina Kosik
- Coverrun
- Daniel Klang
- DIE Sirs
- Fiona Corray
- Frau Karl
- Hoizkopf & die Genießer
- Jakob Busch
- JackTheBusch
- Maecoon
- Michael J. Keplinger
- Mila Davari
- Mintha
- Pammazzon
- Rudy Pfann
- Schabanack
- Schwanara
- Soph
- Sound Circle
- Tindergarden
- Zweikanalton